# C.F. von Rosen
Carl Frederik Herman von Rosen (født 23. september 1860 i Kiel, død 25. februar 1932) var en dansk officer og embedsmand, bror til Marie og Vilhelm von Rosen.
Han var søn af major Sigismund von Rosen og hustru Franzisca født Wiborg. Han var løjtnant og toldassistent i Slagelse, senere i Sakskøbing og Randers. Rosen modtog Medaljen for Druknedes Redning 4. maj 1898. 
8. december 1904 stiftede von Rosen Konservativ Ungdom og var organisationens første formand indtil 1907.
Rosen blev gift 1. gang 8. september 1896 i Toreby Kirke med Emma Johanne Dorthea Olsen (1861-1916, gift 1. gang 1890 med læge, dr. med. Carl Jacob Ludvig Maar (1844-1895)) og 2. gang 1918 med Caroline Augusta Roed-Müller (1883-?).
Han skrev Katekismus for Danmarks conservative Ungdomsforeninger (1904) og 1881-1906. Smaa Biografier af Secondlieutenanterne fra 1881, der udgik fra den sidste yngste Klasse paa Officersskolen efter Hærloven af 1867. Udg. i Anledning af 25 Aars Jubilæet (1906).